# 石橋弘毅
石橋 弘毅（いしばし ひろき、1999年9月16日 - ）は、日本の俳優。埼玉県出身。

## 略歴
2018年、日本テレビで放送されていた『キミモテロッジ〜家づくりで声優オーディション!?〜』にて、ハイスクールチルドレンのメンバーに選ばれる。
2019年、VOYZ ENTERTAINMENT所属に伴い、VOYZ BOYとの兼任が発表。VOYZ BOYとしての活動を開始。
2021年11月30日、ハイスクールチルドレンが解散。VOYZ BOYとしての活動は継続。
2023年3月31日、VOYZ BOYが解散。
2023年5月10日、契約終了により株式会社VOYZ ENTERTAINMENTを退所。
2023年6月1日、元VOYZ BOYメンバーにより結成されたグループUNiFYのメンバーとして活動を開始。

## 人物
- ハイスクールチルドレンの活動中は、メンバーとハイチルハウスで共同生活をしており、メンバーの高橋奎仁と同室だった。
- 趣味はプロ野球観戦、読書、フットサル[3]。
- 野球が好きなあまり、芸能活動を始める前は神宮球場でビールの売り子のバイトをしていた[4]。高校時代は応援団部に所属し、甲子園球場で応援したこともある。
- 特技は野球、バレーボール。
- 好きな食べ物は数の子[1]。
- 姉が2人、妹、弟がおり、5人兄弟の真ん中である。

## 出演

### 舞台
- RADICAL PARTY -7ORDER-（2019年12月27日 - 12月29日、梅田芸術劇場 / 2020年1月15日 - 19日、TBS赤坂ACTシアター）ポップ 役
- ミュージカル『刀剣乱舞』 - 日向正宗 役
  - ～静かの海のパライソ〜（2020年3月21日 - 29日26日、天王洲 銀河劇場 ※一部公演中止/2020年4月4日 - 4月18日、AiiA 2.5 Theater Kobe ※全公演中止 / 2020年4月24日 - 4月26日、市民会館シアーズホーム夢ホール ※全公演中止 / 2020年5月3日 - 5月6日、仙台サンプラザホール ※全公演中止 / 2020年5月15日 -  5月31日、天王洲 銀河劇場 ※全公演中止）
  - 五周年記念 壽 乱舞音曲祭（2021年1月9日 - 23日、東京ガーデンシアター）
  - 〜静かの海のパライソ2021～（2021年9月27日 - 10月3日、TOKYO DOME CITY HALL / 10月15日・16日、北九州ソレイユホール / 10月22日 - 24日、梅田芸術劇場 メインホール / 10月30日 - 11月7日、TOKYO DOME CITY HALL / 11月20日 - 25日、多賀城市民会館大ホール）
  - 真剣乱舞祭2022（2022年5月8日 - 6月26日）
  - ㊇ 乱舞野外祭（すえひろがり らんぶやがいまつり）（2023年9月17日 - 24日、富士急ハイランド・コニファーフォレスト）[5]
  - 祝玖寿 乱舞音曲祭（2024年10月5日 - 12月1日）
  - 目出度歌誉花舞 十周年祝賀祭（2025年7月29日・30日、東京ドーム）[6]
- 配信劇場「うち劇」『フランダースの負け犬』（2020年11月28日、ネット配信） - バラック 役
- 『笑ゥせぇるすまん』THE STAGE（2021年3月26日 - 4月11日、品川プリンス ステラボール）
- HIGH CARD the STAGE - CRACK A HAND（2024年1月19日 - 29日、シアター1010） - レオ・コンスタンティン・ピノクル 役[7]
- 青山オペレッタ THE STAGE - 日々野天音 役
  - メッザ・ルーナ 光と影（2024年3月28日 - 31日、シアター1010）
- 30-DELUX collaborate with UNiFY『SHAKES2024〜それは夢、だが人生という永劫の物語』（2024年5月15日 - 19日、俳優座劇場 / 5月31日 - 6月2日、ABCホール / 6月7日 - 9日、メニコン シアターAoi）[8]
- Butlers' 歌劇『悪魔執事と黒い猫』〜薔薇薫る舞踏会編〜（2024年6月7日 - 16日、IMM THEATER） - ラムリ・ベネット 役[9]
- コメディ朗読劇CONTELLING『とりあえずウーロン茶』（俳優編）（2024年12月21日、よみうり大手町ホール）[10]
- 絵本朗読LIVE『ビロードのうさぎ〜モノクローム〜』（2025年2月6日 - 11日、R'sアートコート）[11]
- 『銀河鉄道の夜を、また』-2025-（2025年2月15日、上野ストアハウス）[12]
- ミュージカル『ロミオの青い空』〜誓い〜（2025年5月2日 - 11日、天王洲 銀河劇場） - ジョバンニ 役[13]

### 映画
- 貴族降臨 -PRINCE OF LEGEND-（2020年3月）ノワール 役

### ドラマ
- HiGH&LOW THE WORST EPISODE.O（2019年）澤 役

### バラエティ・情報番組・歌唱番組
- バゲット（毎週月曜日〜木曜 日本テレビ 2018年11月 - 2020年12月24日）
- 土曜動画王〜金の盾を手にする方法〜（毎週土曜 TOKYO MX 2020年10月 - 2021年3月）
- 2021FNS歌謡祭第2夜（2021年12月8日）

### ライブ・イベント
- 『Welcome to キミモテロッジ』”ハイスクール チルドレン” ファンミーティング（2018年12月18日、key studio）
- 超汐留パラダイス -2018WINTER-（2018年12月22日、汐留日本テレビ特設ステージ）

2019年
- 「ハイスクールチルドレン」ステージ AnimeJapan 2019（2019年3月23日、東京ビッグサイト 日テレブース）
- ハイスクールチルドレン ファンミーティング Vol.2（2019年5月10日、渋谷シダックスカルチャーホール）
- MEN’S PANIC 2019（2019年6月10日-11日、幕張メッセ）
- 超☆汐留パラダイス−2019 SUMMER−（2019年7月26日、特設ステージ）
- よみうりランド×ハイスクールチルドレン SUMMER SPECIAL（2019年8月6日 - 9日、8月19日 - 22日、よみうりランド内 プールWAI ステージ/7月20日 8月16日 8月17日 8月18日 8月31日 9月1日 9月8日 9月14日 9月15日 9月16日、よみうりランド内 太陽の広場ステージ）
- VOYZ BOY チーム公演（定期公演）
- VOYZ BOY 1st Anniversary Live（2019年10月18日、Zepp DiverCity）
- VOYZ Winter Party！（2019年12月20日、舞浜アンフィシアター）
- 映画「貴族降臨-PRINCE OF LEGEND」完成披露試写会&ファンミーティング（2020年2月12日-13日、代々木第一体育館）
- ハイスクールチルドレン オンラインファンミーティング（2020年7月17日、配信のみ）
- 糸川耀士郎バースデーイベント・イチイチイチ！2020ver.～1年で1番楽しい1日～ 一部 ゲスト（2020年8月16日配信）
- VOYZ BOY LIVE 2020 revenge『ARRIVAL OF VOYZ BOY（2020年8月23日、渋谷公会堂 配信のみ）
- 「SHOTARO ARISAWA FAN TOUR2021」ゲスト（2月7日、東京・日経ホール）
- ACTORS☆LEAGUE 2021（2021年7月20日、東京ドーム）[14][15]
- ハイスクールチルドレン 生配信企画　3年間応援ありがとうお見送り会（2021年11月30日、恵比寿ビジネスタワー 特設会場）
- Android Prince オンラインライブ（2021年12月11日、配信のみ）
- 石橋弘毅ファンミーティング（2021年12月19日、恵比寿ビジネスホール特設会場）
- VOYZ BOY年末フリーライブ（2021年12月28日、クラブチッタ川崎）
- VOYZ BOY新年カラオケ大会 Day2（2022年1月21日、神田明神ホール）
- オダイバ!!超次元音楽祭 -ヨコハマからハッピーバレンタインフェス2022-（2022年2月13日、ぴあアリーナMM）
- VOYZ BOY LIVE 2022 ~Stories~ (2022年2月20日、Zepp Haneda)
- Android Prince ライブ（2022年3月5日、神田明神ホール）
- VOYZ BOY colorful tour in OSAKA (2022年4月3日、梅田クラブクアトロ)
- 糸川耀士郎「29th Birthday Event "Legendary"」1部ゲスト（2022年7月2日、大手町三井ホール）
- VOYZ BOY LIVE 2022 -colorful-  (2022年7月10日、立川ステージガーデン)
- 笹森裕貴バースデーイベント2022〜ひろき、爆誕25周年〜 2部ゲスト（2022年7月17日、東別院会館・東別院ホール）
- VOYZ BOY LIVE 2022 -colorful- アフタートークEVENT (2022年7月23日)
- EXIA Presents KANSAI COLLECTION AUTUMN & WINTER（2022年8月4日、京セラドーム）
- ACTORS☆LEAGUE in Baseball 2022（2022年8月22日、東京ドーム ）[16][17]
- 佐藤信長2nd Fanmeeting　ゲスト（2022年9月3日、R'sアートコート）
- Android Prince 2nd Live Flowering ~spreading root's~（2022年9月4日、渋谷WWWX）
- FASHION LEADERS 2022（2022年9月24日、なんばHatch）
- VOYZ BOY AWARD 2022 in OSASA (2022年12月28日、梅田クラブクアトロ)
- VOYZ BOY LIVE 2023 in SHINAGAWA vol.0 （2023年2月3日、品川インターシティホール）
- VOYZ BOY LIVE 2023 （2023年3月18日、神奈川県民ホール）
- 石橋弘毅＆福井巴也スペシャルイベント （2023年4月28日、アリオ橋本/2023年5月15日、アリオ川口）[18]
- ニコニコ超会議2023-ドリーム声優オーディション2023トークゲスト （2023年4月29日、幕張メッセ国際展示場）
- UNiFY　新グループお披露目会 (2023年6月3日、アリオ橋本)
- 笹森裕貴バースデーイベント2023-笹森からの挑戦状-1部ゲスト（2023年6月4日、東別院会館・東別院ホール）
- フィリピンエキスポ2023 in 東京 (2023年6月10日、東京都立上野恩賜公園噴水前広場)
- とちぎ韓流フェスティバル2023 (2023年6月24日、栃木県総合文化センター)
- ACTORS☆LEAGUE in Baseball 2023（2023年7月3日、東京ドーム） [19]
- UNiFYファンミーティングVol.1 (2023年7月8日、浜離宮朝日小ホール)
- UNiFY特別ミニライブ＆特典会inアリオ橋本 (2023年7月22日、アリオ橋本)
- V fes〜EP2〜 (2023年7月29日、KANDA SQUARE HALL)

### その他
- 「刀剣乱舞-ONLINE-」五周年記念「刀剣乱舞大演練」～控えの間～（2020年8月11日配信）
- カラオケしようよ♪LAST SUMMER SPECIAL！（2020年8月28日配信）
- ニッポン放送「刀剣乱舞2.5ラジオ」ゲスト（2021年2月7日放送回,2021年2月14日放送回）
- アンプリ〜Android prince 〜　翼 役（2021年5月-）
- VOYZ TALK（2022年1月4日配信分）

## ディスコグラフィ
| 発売日         | 商品名              | 歌                     | 楽曲 | 備考                                                   |
| 2019年         | 2019年              | 2019年                 | 2019年 | 2019年                                                 |
| -------------- | ------------------- | ---------------------- | --- | ------------------------------------------------------ |
| 2019年10月30日 | 愛の鎖              | ハイスクールチルドレン | 「愛の鎖」 「ハイスクールプリンセス」 | アニメ『君だけにモテたいんだ』サウンドトラックシングル |
| 2020年         |                     |                        | |                                                        |
| 2020年4月29日  | ARRIVAL OF VOYZ BOY | VOYZBOY                | 「ARRIVAL/overture」 「僕等の世界」 「夏の花束」 「NEVER GIVE UP」 「僕等のアンチテーゼ/interlude」 「YES or NO」 「あの日見た空」 「PRETTY SPIDER」 「Starting Over」 |                                                        |
| 2021年         |                     |                        | |                                                        |
| 2021年3月3日   | GALAXY/ Re-write    | VOYZBOY                | 「GALAXY」 「Re-write」 「beautiful star」 「手をつなごう」 |                                                        |
| 2021年11月24日 | Spark               | VOYZBOY                | 「Spark」 「Daydream」 「thank you for」 「Forever Young」 |                                                        |
| 2021年12月15日 | ACTORS☆LEAGUE 2021  | ACTORS☆LEAGUE          | 「L・A・S・T」 「B.W. Anthem」 「D.B Go For It」 |                                                        |